# Look for the Silver Lining
Look for the Silver Lining ist ein 1916 von Jerome Kern komponierter Song mit einem Text von Buddy DeSylva, der heute zum Great American Songbook gezählt wird. Die bekanntesten Aufnahmen sind die von Judy Garland (1946) und Chet Baker (1954).
Kern komponierte das Stück 1916 ursprünglich für die Show Zip Goes A Million, die jedoch floppte. Mit neuen Lyrics von DaSilva, der zu dieser Zeit bereits als einer der begabtesten Versschmiede der Tin Pan Alley galt, wurde der Song für das Musical Sally wiederverwendet, das 1920, produziert von Florenz Ziegfeld, Jr., im New Yorker Princess Theatre uraufgeführt wurde. Mit Marilyn Miller in der Hauptrolle wurde das Stück der bis dahin größte Erfolg eines Broadway-Musicals und Look for the Silver Lining zu einem überaus populären Song.
| Cover                              | Seite 1 | Seite 2 | Seite 3 | Seite 4 |
| Partitur des Songs für Sally, 1920 |         |         |         |         |

Judy Garland sang Look for the Silver Lining 1946 in Till the Clouds Roll By, einer freien Verfilmung von Kerns Leben, in der Rolle Marilyn Millers (die Szene wurde auf ihren ausdrücklichen Wunsch von ihrem damaligen Ehemann Vincente Minnelli gedreht). In den folgenden Jahren wurde der Song zudem zu einem Jazzstandard, insbesondere die 1954 von Chet Baker aufgenommene Version wirkte auf die Aufführungspraxis prägend.

## Bekannte Aufnahmen
- Marilyn Miller (1929)
- Connee Boswell (1930)
- Helen Forrest (1944)
- Judy Garland (1946)
- Chet Baker (1954)
- Paul Desmond (1956)
- Aretha Franklin (1962)
- Sylvia McNair (1994)
- Susannah McCorkle (1998)

Der Diskograf Tom Lord listet im Bereich des Jazz insgesamt 147 Coverversionen.